# Linh hồn đã mất
Linh hồn đã mất là album của ca sĩ Bằng Kiều được phát hành lần đầu năm 2007, do Trung tâm Thúy Nga sản xuất. Đây cũng là album thứ sáu của anh. Album sau đó được anh phát hành dưới dạng DVD Karaoke với sự thay đổi về số lượng và các bài hát.

## Danh sách bài hát
| Phiên bản chuẩn | Phiên bản chuẩn                  | Phiên bản chuẩn      | Phiên bản chuẩn   | Phiên bản chuẩn |
| STT             | Nhan đề                          | Sáng tác             | Hát với           | Thời lượng      |
| --------------- | -------------------------------- | -------------------- | ----------------- | --------------- |
| 1.              | "Em ở đâu"                       | Chí Tài              |                   |                 |
| 2.              | "Linh hồn đã mất"                | Bằng Kiều            |                   |                 |
| 3.              | "Một tình yêu vội vàng"          | Lê Quang             | Minh Tuyết        |                 |
| 4.              | "Ôi trái tim chỉ biết yêu người" | Phạn Khải Tuấn       |                   |                 |
| 5.              | "Tình cuối chân trời"            | Bùi Phạm Thắng       |                   |                 |
| 6.              | "Hãy yêu ta khi còn bên nhau"    | Ngọc Anh             | Vân Quỳnh         |                 |
| 7.              | "Nấc thang lên thiên đường"      | Bằng Kiều (lời Việt) |                   |                 |
| 8.              | "Nụ hôn cuối cùng"               | Nguyễn Quang         | Nguyễn Hồng Nhung |                 |
| 9.              | "Nhớ mãi"                        | Anthony              |                   |                 |
| 10.             | "Về đi em"                       | Minh Nhiên           |                   |                 |

| Phiên bản DVD Karaoke | Phiên bản DVD Karaoke                              | Phiên bản DVD Karaoke                     | Phiên bản DVD Karaoke | Phiên bản DVD Karaoke |
| STT                   | Nhan đề                                            | Sáng tác                                  | Hát với               | Thời lượng            |
| --------------------- | -------------------------------------------------- | ----------------------------------------- | --------------------- | --------------------- |
| 1.                    | "Linh hồn đã mất"                                  | Bằng Kiều                                 |                       |                       |
| 2.                    | "Anh sẽ nhớ mãi"                                   | Đức Trí - Bằng Kiều                       |                       |                       |
| 3.                    | "Yêu thương mong manh"                             | Đức Trí, Hà Quang Minh                    | Minh Tuyết            |                       |
| 4.                    | "Phút cuối"                                        | Lam Phương                                |                       |                       |
| 5.                    | "Những ngày đẹp trời"                              | Hồ Văn Quân (lời việt)                    |                       |                       |
| 6.                    | "Dẫu có lỗi lầm"                                   | Hồ Hoài Anh                               | Vân Quỳnh             |                       |
| 7.                    | "Vá lại tình tôi"                                  | Tâm Nguyên                                |                       |                       |
| 8.                    | "Em đến thăm anh đêm 30"                           | Vũ Thanh An (nhạc) Nguyễn Đinh Toàn (lời) |                       |                       |
| 9.                    | "Cơn gió thoảng và trái tim tội lỗi"               | Quốc Dũng                                 | Thanh Hà              |                       |
| 10.                   | "Chị tôi"                                          | Trần Tiến                                 |                       |                       |
| 11.                   | "Mưa trên ngày tháng đó"                           | Từ Công Phụng                             |                       |                       |
| 12.                   | "Giờ thì anh đã biết"                              | Thái Thịnh                                | Minh Tuyết            |                       |
| 13.                   | "Buồn ơi chào mi"                                  | Nguyễn Ánh 9                              |                       |                       |
| 14.                   | "Quên đi hết đam mê"                               | Nhật Trung                                | Thủy Tiên             |                       |
| 15.                   | "Biển vắng"                                        | Tùng Giang                                |                       |                       |
| 16.                   | "Liên khúc Tình khúc tháng sáu & Đường xa ướt mưa" | Ngô Thụy Miên & Đức Huy                   | Trần Thu Hà           |                       |
| 17.                   | "Lắng nghe mùa xuân về"                            | Dương Thụ                                 |                       |                       |
| 18.                   | "Bản tình cuối"                                    | Ngô Thụy Miên                             |                       |                       |